# Goleamo Krușevo, Iambol
Goleamo Krușevo (în bulgară Голямо Крушево) este un sat în comuna Bolearovo, regiunea Iambol,  Bulgaria. 

## Demografie
Componența etnică a satului Goleamo Krușevo
     Romi (4,41%)
     Bulgari (92,64%)
     Nicio identificare (2,94%)
     Altele (0%)
La recensământul din 2011, populația satului Goleamo Krușevo era de 272 locuitori. Din punct de vedere etnic, majoritatea locuitorilor (92,64%) erau bulgari, cu o minoritate de romi (4,41%). Pentru 2,94% din locuitori nu este cunoscută apartenența etnică.